# إعلان حماية النساء والأطفال في حالات الطوارئ والصراعات المسلحة
صدر إعلان حماية النساء والأطفال في حالات الطوارئ والنزاعات المسلحة عن الجمعية العامة للأمم المتحدة في 14 كانون الأول/ديسمبر 1974. وأكد الإعلان على أنه يتعين على الأعضاء المعنيين بالنزاع المسلح القيام بجميع الجهود لحماية النساء والأطفال من معاناة الحرب، كما يجب أخذ جميع التدابير اللازمة للتأكد من منع حدوث أي من الجرائم التالية: التحرش، التعذيب، العقاب، والعنف بالتركيز على السكان المدنيين خصوصًا النساء والأطفال.

## نظرة عامة
ينص الإعلان على أن النساء والأطفال يعانون من الإيذاء أثناء النزاع المسلح بسبب «القمع والعدوان والاستعمار والعنصرية والهيمنة الأجنبية والقهر الأجنبي». يحظر الإعلان على وجه التحديد الهجمات والقصف على السكان المدنيين (المادة 1) واستخدام الأسلحة الكيميائية والبيولوجية على السكان المدنيين (المادة 2). تلزم المادة 3 الدول بالامتثال لبروتوكول جنيف لعام 1925 واتفاقية جنيف لعام 1949. كما يطالب الإعلان الدول باتخاذ تدابير لإنهاء «الاضطهاد والتعذيب والإجراءات العقابية والمعاملة المهينة والعنف» خاصة عندما تستهدف النساء والأطفال، وكذلك الاعتراف بـ «السجن والتعذيب وإطلاق النار والاعتقالات الجماعية والعقاب الجماعي وتدمير المساكن وعمليات الإخلاء القسري» كأفعال إجرامية.
بعض الحقوق غير القابلة للتصرف منصوص عليها في الإعلان، مثل الحصول على الغذاء والمأوى والرعاية الطبية، والتي يجب توفيرها للنساء والأطفال المحاصرين في حالات الطوارئ.
وأخيرا، يشير الإعلان إلى الطبيعة الملزمة لأصول معاهدات القانون الدولي الأخرى وهم الإعلان العالمي لحقوق الإنسان، العهد الدولي الخاص بالحقوق المدنية والسياسية، العهد الدولي الخاص بالحقوق الاقتصادية والاجتماعية والثقافية، وإعلان حقوق الطفل.